# Chiesa di San Martino (Darfo Boario Terme)
La chiesa di San Martino si trova nel territorio del comune di Darfo Boario Terme, nella frazione di Erbanno, in Val Camonica, provincia di Brescia.

## Storia e descrizione
La dedicazione a San Martino di Tours fa supporre l'origine del luogo di culto al periodo della dominazione carolingia nell'VIII secolo. Nel quattrocento diventa la parrocchiale del paese di Erbanno, con annesso cimitero. Nei documenti cinquecenteschi era definito come "di ampie dimensioni".
Il portale d'ingresso al cimitero riporta la data "1465"; ivi erano seppelliti membri della nobile famiglia Federici, a ricordo dei quali rimane solo una lapide dedicata ad "Abram Federici".
Nel 1593, a causa dello stato di degrado della struttura, si impone il trasferimento della parrocchiale in Santa Maria in Restello. I sacramenti vi ritorneranno solamente nel 1651.
Non vi sono notizie circa la demolizione della chiesa, sebbene vengano ricordate la presenza di diverse cappelle dedicate a San Giobbe, a San Lorenzo di proprietà della famiglia Federici e quella del battistero. La cappella di San Martino è l'unica ancora oggi visibile assieme al campanile romanico.

## Cappella di San Martino
La cappella di San Martino riporta diverse tracce d'affresco. Sul lato meridionale esterno vi sono pitture del XV secolo che rappresentano San Cristoforo e l'Arcangelo Gabriele; una edicola del XVI secolo contiene invece una  Madonna con bambino ed altri santi.
All'interno della cappella, chiusa da una cancellata, gli affreschi sono stati compromessi dall'inserimento di alcune lapidi nella parti inferiori delle pareti. Al centro della volta a crociera vi è la raffigurazione di un Cristo Pantokrator in mandorla, attorniato da evangelisti, profeti, padri della chiesa e l'allegoria dei quattro elementi.
Nella parete est di fondo vi è nella parte superiore una Annunciazione e nella sezione inferiore parte di una crocifissione. Il lato destro, a sud, riporta un Cristo che emerge dal sepolcro, con figure di santi tra i quali Sant'Antonio. La parete nord riporta invece una raffigurazione di San Francesco che riceve le stigmate e un affresco di Sant'Anna con la Vergine col bambino su un trono goticheggiante.

## Galleria d'immagini

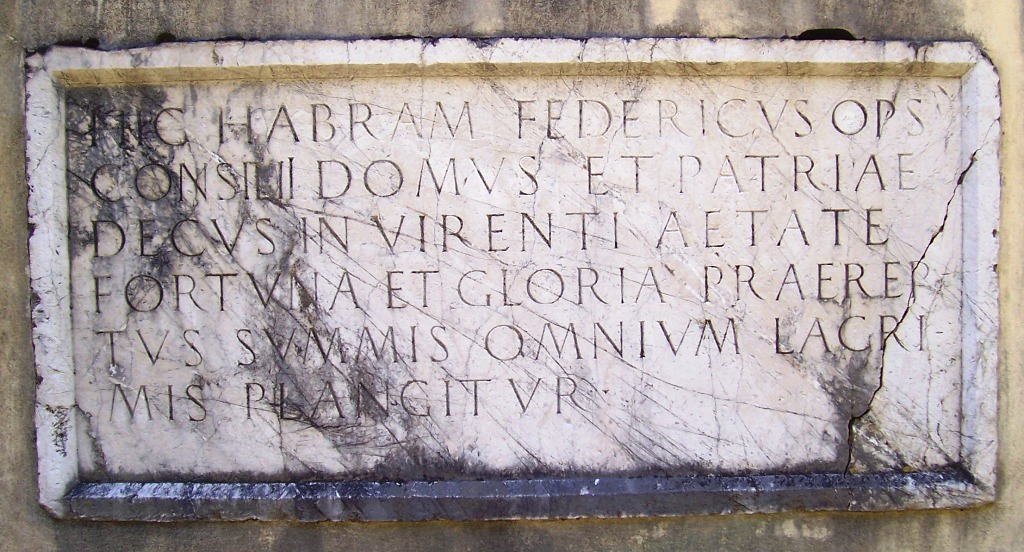
Lapide di Abram Federici.
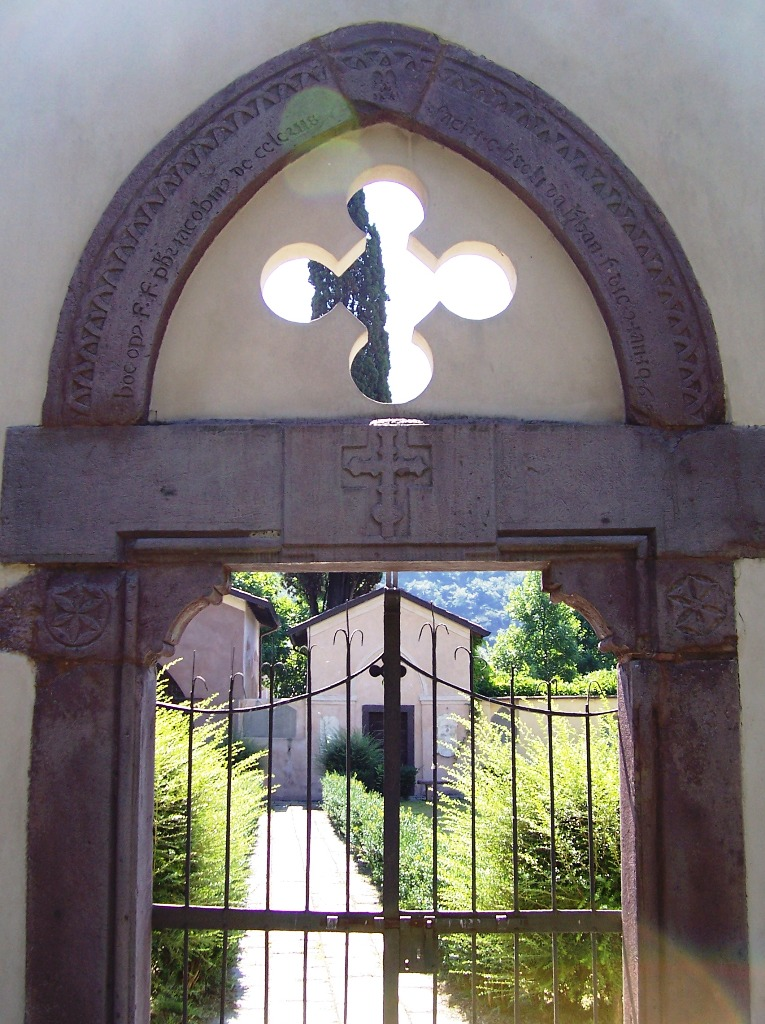
Portale d'ingresso al cimitero.
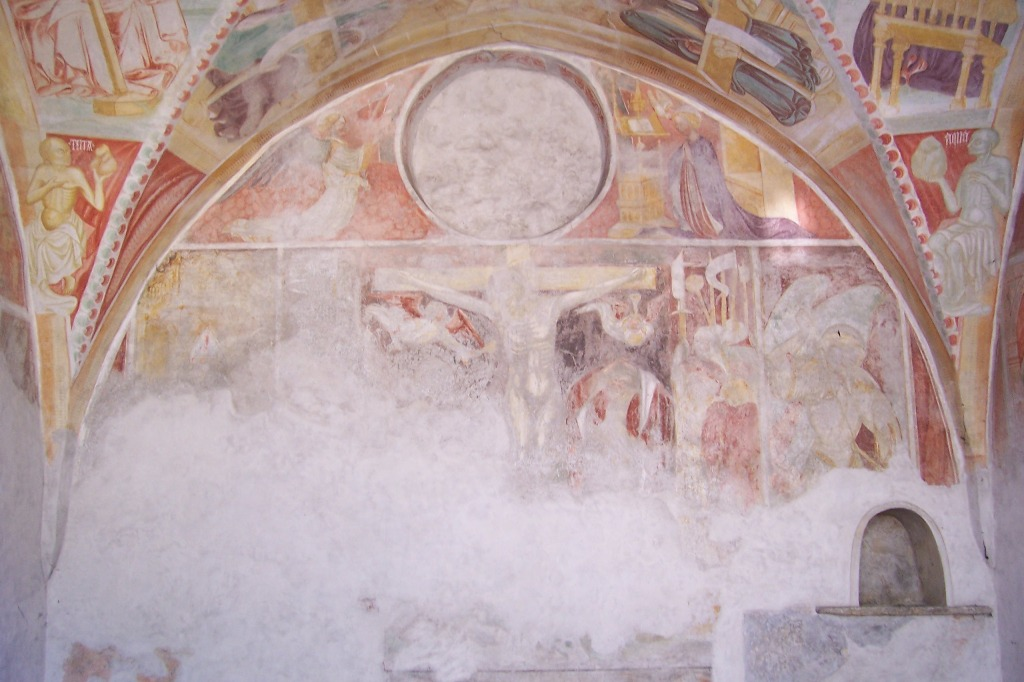
Affreschi della cappella di San Martino, parete sud.